# بندقية المسمار

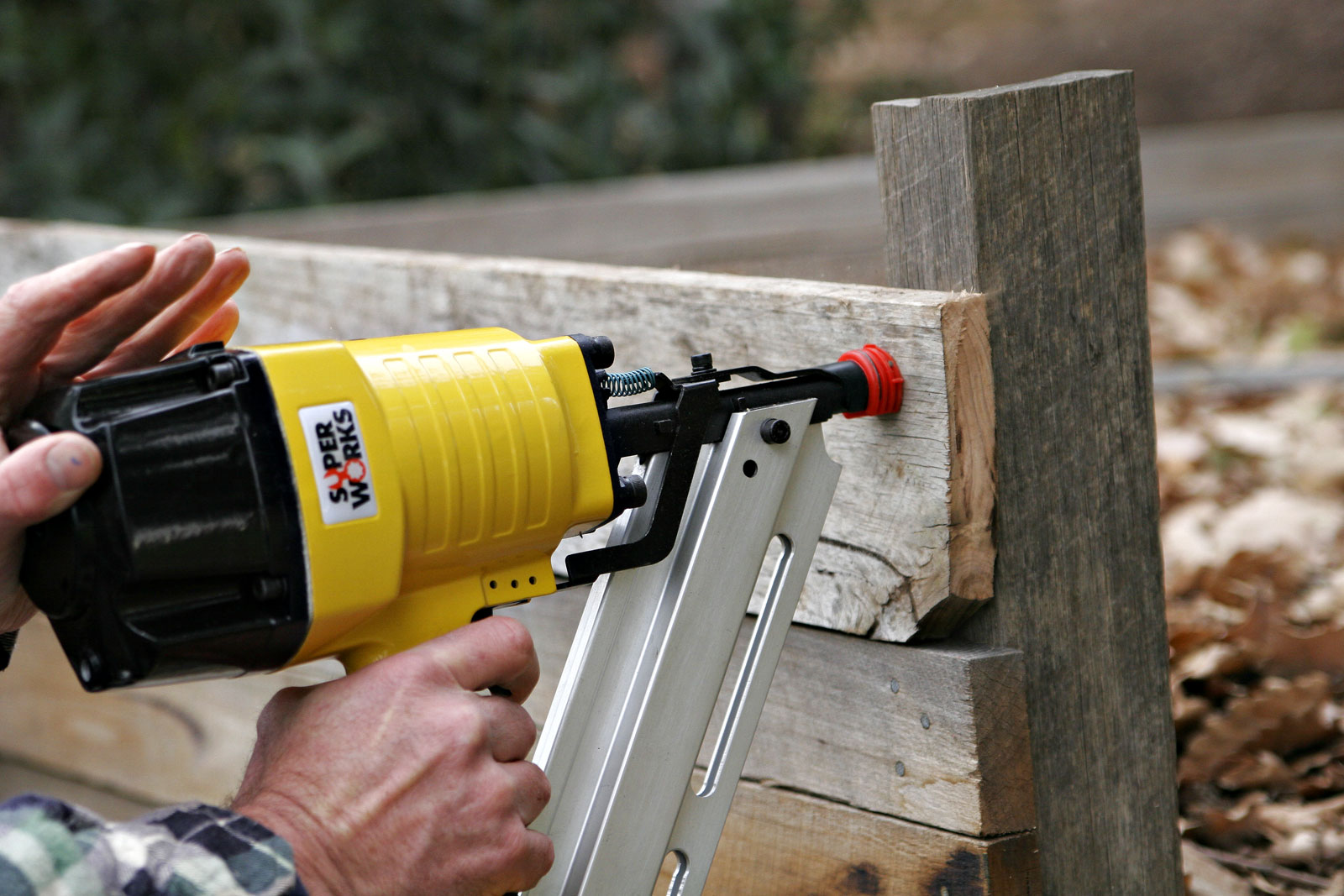
بندقية المسامير

بندقية المسامير (بالإنجليزية: Nail gun)‏ هي أداة تستخدم لدفع المسامير في الخشب أو أي نوع آخر من المواد. والدافع عادة من قبل كهرومغناطيسية، أو الهواء المضغوط، والغازات القابلة للاشتعال مثل البيوتان أو البروبان.